# Distretto di Tha Bo
Il distretto di Tha Bo (in thailandese: ท่าบ่อ) è un distretto (amphoe) della Thailandia, situato nella provincia di Nong Khai.